# Sport żydowski na ziemiach polskich
Sport żydowski na ziemiach polskich – historia życia sportowego społeczności żydowskiej, jak i osób pochodzenia żydowskiego na ziemiach polskich od początków związanych z narodzinami ruchu syjonistycznego, po współczesność.

## Początki

### Na świecie
Początki sportu żydowskiego były złożone. Judaizm i cała żydowska tradycja odrzucały grecko-rzymską zasadę „zdrowego ducha w zdrowym ciele”, a gimnazjony i stadiony sportowe były postrzegane jako miejsce zgorszenia. Tradycja prymatu ducha nad ciałem przetrwała w żydowskiej diasporze niemal do końca XIX wieku. Dopiero wówczas asymilujące się wielkomiejskie środowiska żydowskie przejęły wśród innych wzorców kulturowych także modę na pielęgnowanie kultury fizycznej i sportu, szczególnie gimnastyki. Jednak prawdziwy przełom nastąpił wraz z narodzinami ruchu syjonistycznego. Na II Kongresie Syjonistycznym w 1898 roku jeden z twórców tego ruchu lekarz i publicysta Max Nordau ukuł termin „muskularnego judaizmu”, który od tego czasu stał się jednym z filarów syjonistycznej ideologii. W tymże roku w Niemczech założono pierwsze żydowskie towarzystwo gimnastyczne o nazwie Bar Kochba, a pięć lat później powstała organizacja sportowa Judishe Turnershaft (Żydowski Związek Gimnastyczny), która została pierwowzorem założonego w 1921 roku Wszechświatowego Związku Makabi. Związek powstał podczas XII Kongresu Syjonistycznego w Karlowych Warach, w którym uczestniczyła polska delegacja. Nazwa nawiązywała do postaci Judy Machabeusza, przywódcy żydowskiego powstania w II wieku p.n.e. Paradoksem jest, że Machabeusze, jak nazwano założoną przez Judę dynastię, na gruncie żydowskiej tradycji sprzeciwiali się udziałowi w wydarzeniach sportowych, które były ważnym elementem hellenizacji.

### Na ziemiach polskich

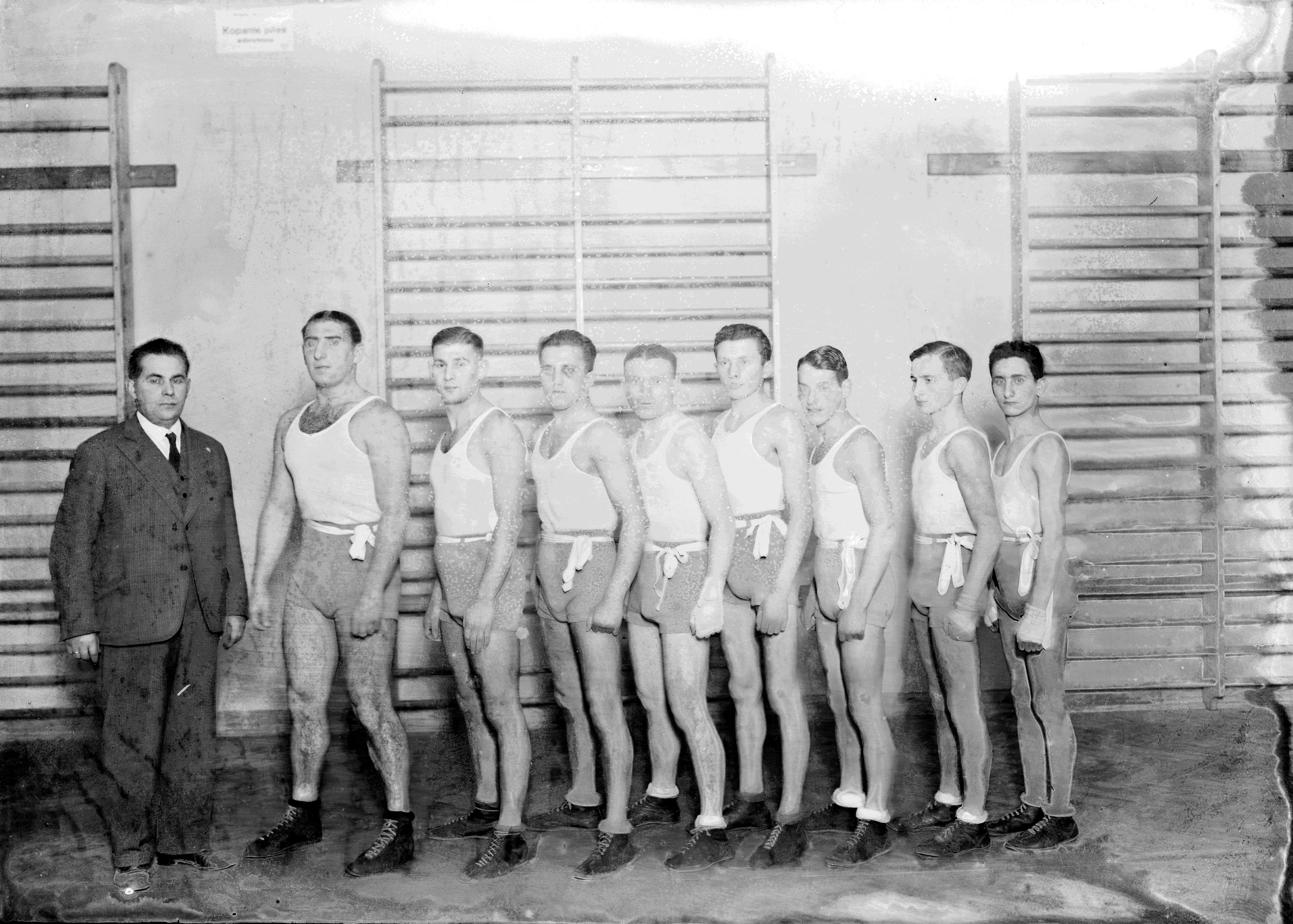
Bokserzy klubu Hasmonea Lwów

Pierwszy żydowski klub sportowy na ziemiach polskich powstał w ostatnich latach XIX w. w Bielsku, następny w 1901 roku we Lwowie. Lwowski klub założony przez inżyniera Zinna przyjął nazwę Dror. Próby zakładania żydowskich klubów sportowych w cesarstwie rosyjskimi skończyły się niepowodzeniem: zakładania klubów zakazano, a ich działaczy zesłano na Syberię. Pierwsze żydowskie kluby sportowe w Warszawie powstały po wycofaniu się Rosjan w 1915 roku.
W tamtym czasie kluby sportowe, nie tylko żydowskie, prowadziły obok sportowej, także szeroką działalność społeczną, kulturalną i wychowawczą. Przy klubach tworzono orkiestry, kółka dramatyczne, czytelnie. Działalność sportowa obejmowała jednak stosunkowo niewielki odłam społeczności żydowskiej.
Społeczność żydowska na ziemiach polskich była bardzo zróżnicowana pod względem społecznym i politycznym, co znalazło odbicie w różnorodności organizacji sportowych. Kluby związane z głównym nurtem syjonistycznym utworzyły sieć klubów Makabi. Syjoniści lewicowi założyli związek Hapoel (Robotnik). Jeszcze bardziej lewicowy odłam to syjonistyczne kluby o nazwie Gwiazda, związane z Poalej Syjon – Lewicą. Bund, czyli Żydowska Socjalistyczna Partia Polski Litwy i Rosji, stworzyła sieć klubów Jutrzenka, czyli Morgenstern. Rywalizacja między klubami żydowskimi była ostra, często ostrzejsza niż między klubami polskimi. W Krakowie Jutrzenka blisko współpracowała z demokratyczną, wielonarodowościową Cracovią, Makabi z bardziej narodowo zorientowaną Wisłą. Kluby te założone zostały w tym samym okresie: Makabi w 1909 roku, a Jutrzenka w 1910. W tym samym okresie powstał we Lwowie Żydowski Klub Sportowy Hasmonea.
W latach 30. polski Związek Makabi zrzeszał około 190 lub 250 klubów z 30 tys. członków, a międzynarodowy liczył 200 tys.członków, Hapoel i Morgenstern miały około 100 klubów, a Gwiazda 44 kluby.

## Żydowscy sportowcy II Rzeczypospolitej

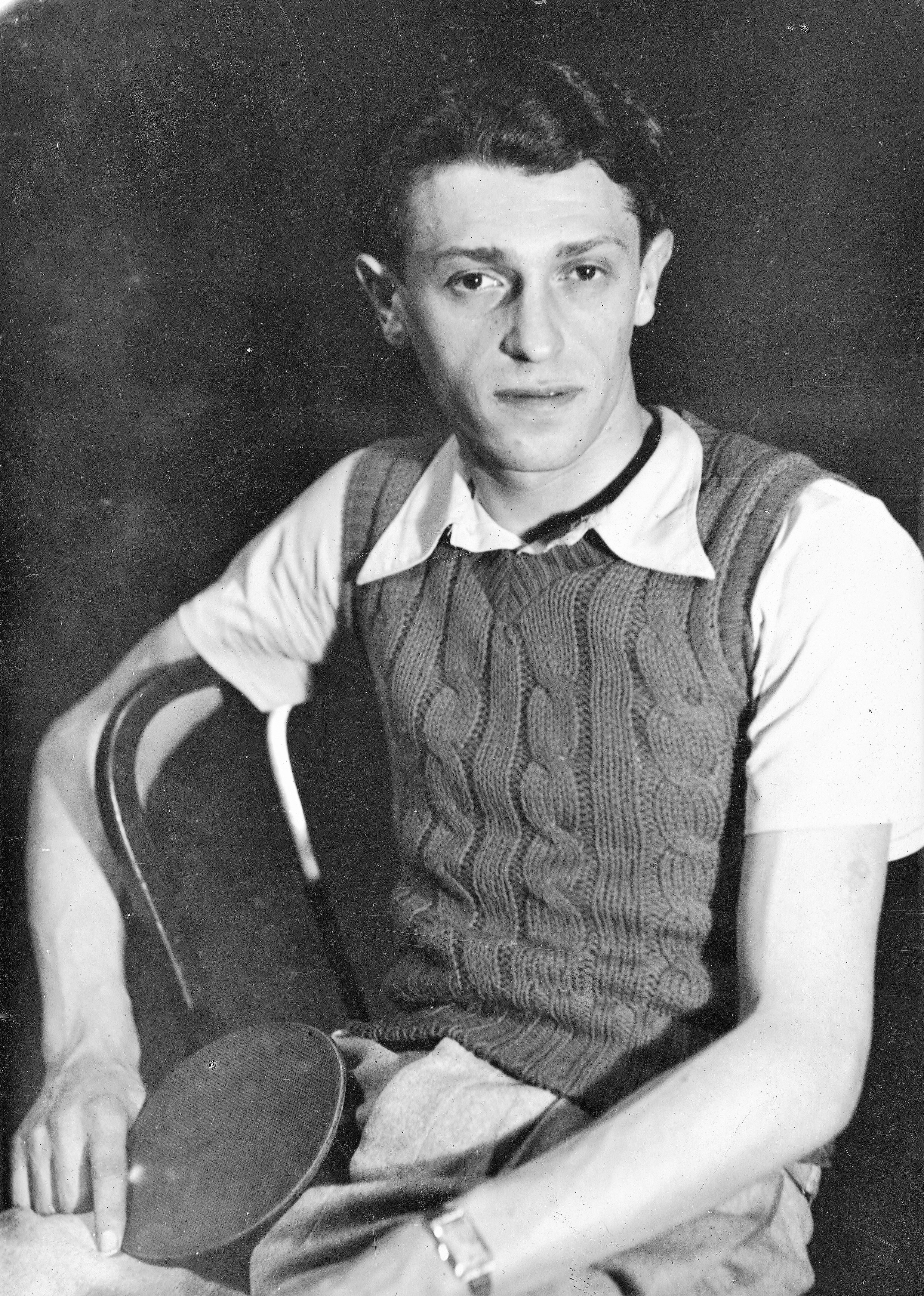
Alojzy Ehrlich podczas Mistrzostw Świata w Tenisie Stołowym w Pradze, 1936 rok

### W kraju
W II Rzeczypospolitej żydowscy sportowcy zdobyli 34 indywidualne rekordy Polski i 84 tytułów mistrza kraju. Popularność sportu w środowiskach żydowskich nie była jedynie owocem ideologii syjonistycznej czy socjalistycznej. Sport był sposobem na społeczny awans, na wyrwanie się z biedy i wykluczenia.
Wielką popularnością cieszył się bokser Szapsel Rotholc z Gwiazdy Warszawa, mistrz Polski z 1933 roku i brązowy medalista mistrzostw Europy. Wielokrotnym reprezentantem Polski w tenisie był Ernest Wittmann z warszawskiej Legii, zapamiętany zwłaszcza z meczu z królem Szwecji Gustawem V. Siedmiokrotnym mistrzem Polski seniorów w biegach narciarskich, w skokach i w kombinacji był zakopiańczyk Henryk Mückenbrunn. W Tatrach zasłynął z brawurowych zjazdów ze stromych stoków, w Chamonix, gdzie zamieszkał pod koniec lat 20. XX w. był przewodnikiem oraz instruktorem narciarskim. Wydał także podręcznik nauki jazdy na nartach.
Dużą popularnością wśród sportowców żydowskiego pochodzenia cieszył się tenis stołowy, po części ze względu na małą przestrzeń, której wymagał (żydowskie kluby sportowe często zmagały się z ograniczoną przestrzenią). 40% klubów tenisa stołowego w Polsce było żydowskich, do tego wszyscy laureaci tytułu mistrza Polski w grze mężczyzn do II wojny światowej miało żydowskie korzenie. Do najważniejszych sportowców tego okresu należeli Alojzy Ehrlich oraz Emil Schiff.

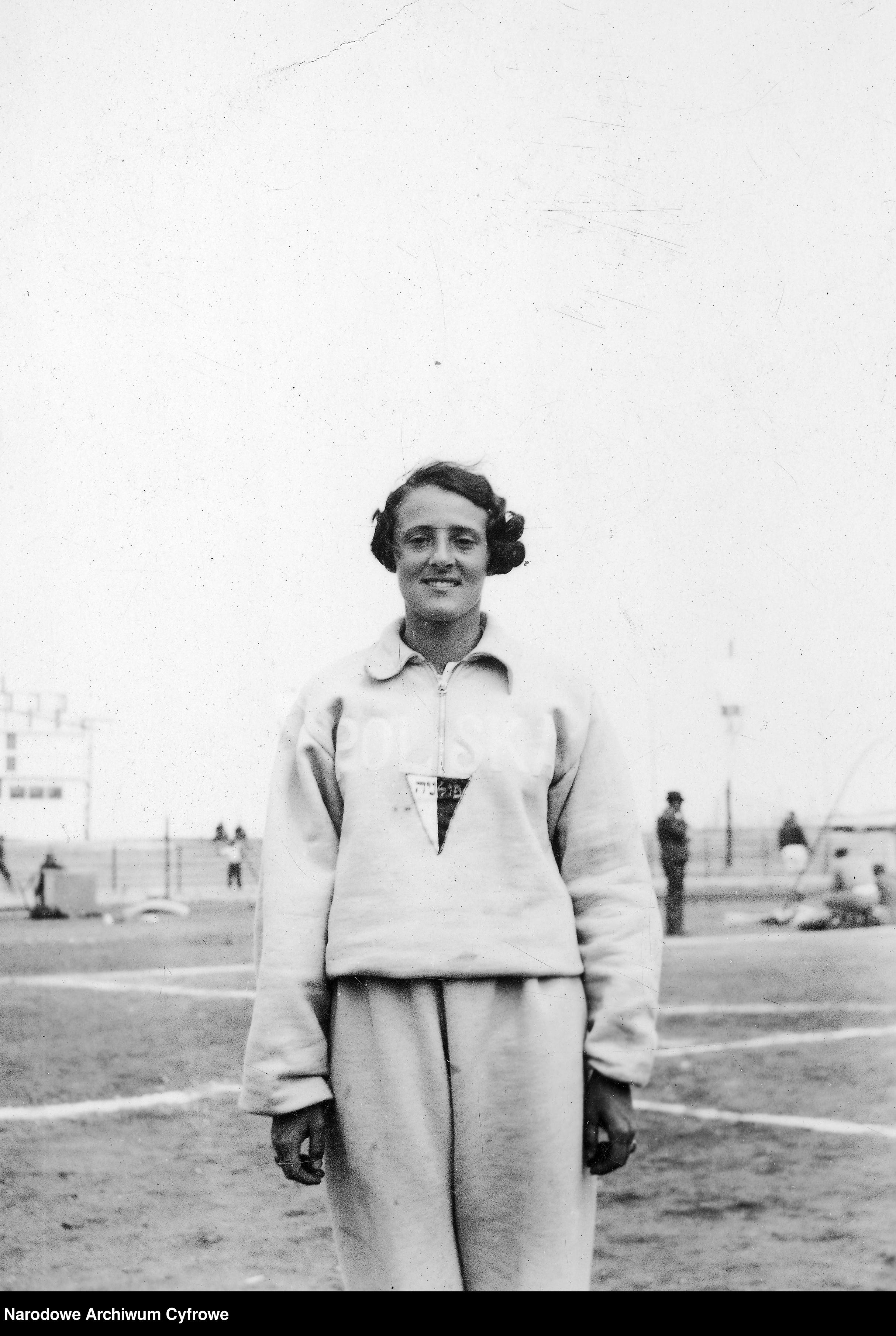
Maryla Freiwald, zawodniczka Makabi Kraków

Ośmiokrotną mistrzynią Polski była Maryla Freiwald z Makabi Kraków (bieg przez płotki, skok w dal), która w latach 20. należała do najbardziej utytułowanych lekkoatletów w Polsce i piętnastokrotnie reprezentowała kraj za granicą. Mistrzyniami Polski były Helena Bersohn (dysk) i Eugenia Frydman (skoki do wody).
Żydowscy sportowcy często startowali w barwach klubów polskich. Jednym z założycieli Cracovii był bramkarz Józef Lustgarten, późniejszy działacz sportowy, współautor statutu Polskiego Związku Piłki Nożnej. W Cracovii grali reprezentanci Polski: Ludwik Gintel i Leon Sperling. Barwy Legii reprezentował mistrz Polski na 400 m. stylem dowolnym Lejzor Szrajbman.

### Na arenie międzynarodowej
W okresie międzywojennym sportowcy żydowskiego pochodzenia przeszło 120 razy reprezentowali Polskę na arenie międzynarodowej. Pierwszego gola w historii dla reprezentacji Polski w meczu z reprezentacją Szwecji zdobył Józef Klotz z Jutrzenki Kraków. W tym meczu Polskę reprezentował też drugi gracz żydowski Leon Sperling z Cracovii.
Sportem, w którym Polacy żydowskiego pochodzenia stanowili czołówkę światową, były szachy. W 1930 roku na olimpiadzie szachowej w Hamburgu polska drużyna w składzie Akiba Rubinstein, Ksawery Tartakower, Dawid Przepiórka, Paulin Frydman i Kazimierz Makarczyk (jedyny w ekipie nie był Żydem) zdobyła złoty medal. Dzięki grze szachiści (poza Dawidem Przepiórką) przeżyli II wojnę światową: latem 1939 roku gościli na mistrzostwach świata w Argentynie, dzięki czemu ocaleli.
Choć w 1920 roku Polska musiała odwołać swój udział w pierwszych powojennych igrzyskach olimpijskich w Antwerpii ze względu na trwającą wojnę polsko-bolszewicką, ale już podczas Letnich Igrzysk w Paryżu wystąpili Ludwik Gintel, Leon Sperling i szermierz Alfred Ader. W następnych latach na igrzyskach Polskę reprezentowali m.in. Lejzor Szrajbman, Szapsel Rotholc i Roman Kantor.
Według niektórych źródeł rekordzistka świata w rzucie dyskiem, brązowa medalistka z Letnich Igrzysk Olimpijskich w Los Angeles i srebrna z igrzysk w Berlinie Jadwiga Wajsówna posiadała żydowskie korzenie, jednak inne źródła temu zaprzeczają.

### Olimpiady Machabejskie
Ruch syjonistyczny przez wiele lat zabiegał o możliwość udziału w igrzyskach olimpijskich sportowców żydowskich pod własną flagą, jednak starania nie przyniosły rezultatu. W tej sytuacji Światowy Związek Makabi postanowił zorganizować własne igrzyska. Pierwsza Olimpiada Machabejska, zwana Makabiadą, odbyła się w Tel Awiwie między 28 marca i 6 kwietnia 1932 roku. Wzięło w niej udział 390 sportowców z 18 krajów. 66-osobowa ekipa z Polski odniosła zdecydowane zwycięstwo zdobywając 368 punktów. Dla porównania Austria (druga) zdobyła 281 punktów, a trzecia ekipa z USA 272 punkty. W swoich konkurencjach zwycięstwa odniosło czterech bokserów (J. Urkiewicz, G. Borensztejn, M. Birenzweig i S. Finkelszein-Finn), Helena Bersohn w rzucie dyskiem (także druga w pchnięciu kulą) i Natan Grynberg (gimnastyka). Pierwsze miejsce zajęła też sztafeta kobiet 4x100 m (w składzie Maryla Freiwald, Helena Gottlieb, Anda Metzendorf i Franka Turecka) oraz drużyna piłki nożnej. Maryla Freiwald zajęła drugą lokatę w skoku w dal i w lekkoatletycznym trójboju, oraz trzecią w skoku wzwyż, Gustawa Berliner drugie miejsce w rzucie dyskiem, Anda Metzendorf drugie miejsce w skoku w dal,

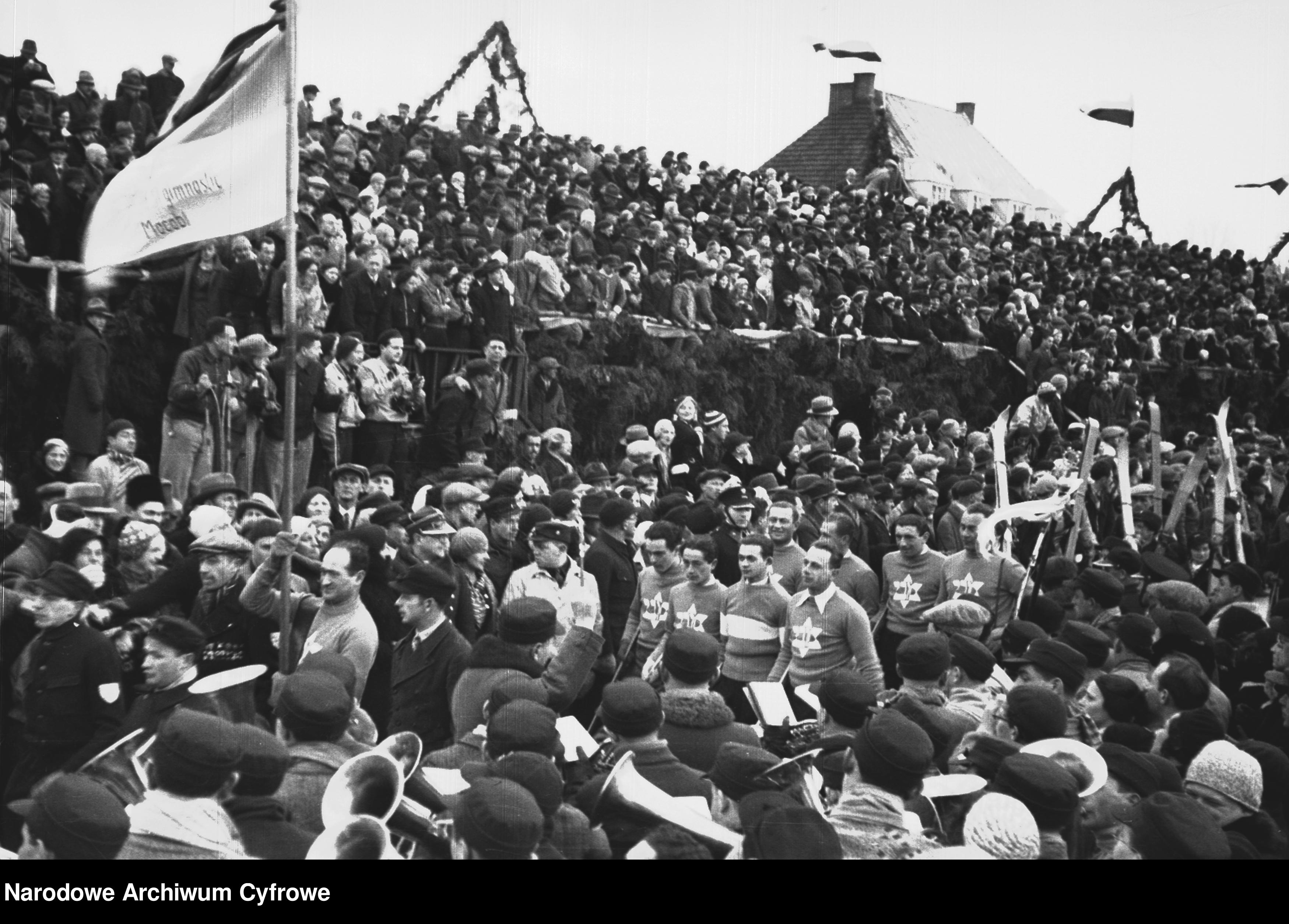
Defilada sportowców podczas otwarcia Zimowej Makabiady w Zakopanem, 1933 rok

Polsce powierzono organizację pierwszej Zimowej Olimpiady Machabejskiej, która odbyła się w lutym 1933 roku w Zakopanem. W otwarciu wzięło udział ok. 5–6 tys. widzów, a zmagania relacjonowało kilkudziesięciu dziennikarzy, w tym reporterów „Berliner Tageblatt”, „Prager Presse”, „The New York Times” i „Chicago Tribune”. Zwycięstwo przypadło reprezentacji Polski. Obok ekipy polskiej, najliczniejszą była ekipa czechosłowacka, która zajęła drugie miejsce w klasyfikacji końcowej. Zwycięstwa w swoich konkurencjach zdobyli Izaak Wahrenhaupt w biegu narciarskim na 18 km, Lidia Szwarcbard w biegu na 8 km, Maksymilian i Regina Enkerowie w saneczkarstwie, Henryk Mückenbrunn w biegu zjazdowym, oraz sztafeta kobiet (3 × 5 km).

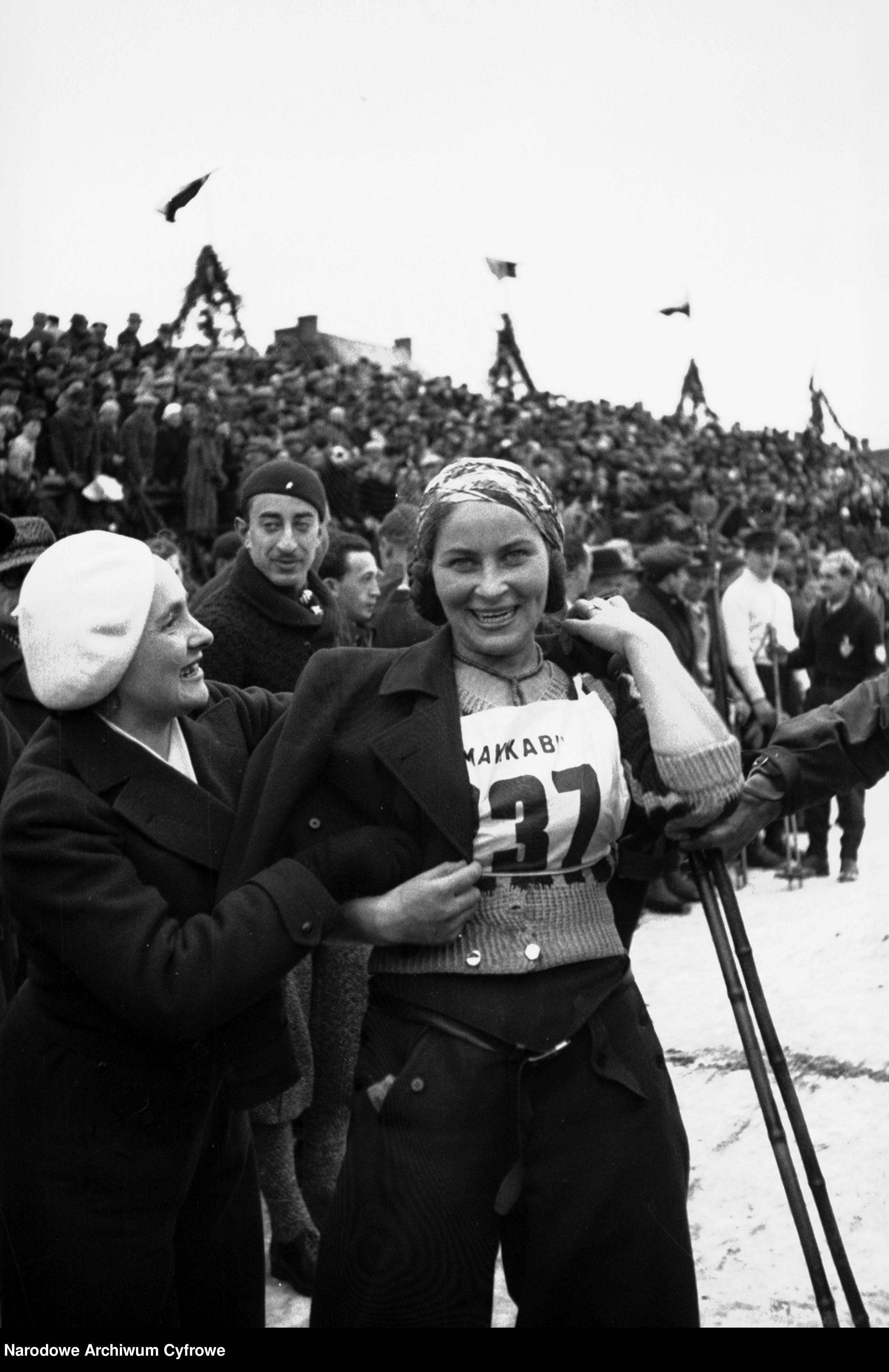
Lidia Szwarcbard podczas Zimowej Makabiady w Zakopanem, 1933 rok

Druga Makabiada odbyła się w 1935 roku. W zawodach wzięło udział 1250 sportowców z 28 krajów. Choć igrzyska przygotowano z wielkim rozmachem – przebudowano stadion piłkarski, zbudowano pierwszy w Palestynie basen olimpijski – igrzyska odbywały się w cieniu wydarzeń politycznych. Delegacja z Niemiec, która przybyła do Palestyny mimo zakazu hitlerowskich władz, odmówiła maszerowania pod hitlerowska flagą. Wielu sportowców z Europy postanowiło pozostać w Palestynie. Tak zrobiła reprezentacja Bułgarii, do której nawet dołączyła towarzysząca sportowcom orkiestra. Spośród niemal stuosobowej ekipy polskiej w Palestynie zostało 30 sportowców i sportsmenek, wśród nich zdobywczyni 2 złotych (80 m przez płotki, pięciobój), dwóch srebrnych (skok w dal, 800 metrów) i jednego brązowego (60 metrów) Maryla Freiwald, zdobywczyni srebrnego medalu na 200 metrów i brązowego medalu w skoku w dal Helena Gottlieb, zdobywczyni dwóch srebrnych medali (pchnięcie kulą i pięciobój) Sonia Lewin, a także Anda Metzendorf. Mimo sukcesów Maryli Freiwald, a także ośmiu innych zwycięstw (m.in. Bella Hornstein zwyciężyła w biegu na 800 metrów), drużyna polska zajęła piąte miejsce. Pierwsze miejsca w rankingu zdobyła Austria (399), Niemcy (375.5), Palestyna (360.5).
Planowana na 1938 rok Trzecia Makabiada nie odbyła się ze względu na sytuację polityczną w Europie i arabskie powstanie w Palestynie. Odbyła się jednak II zimowa Makabiada w Bańskiej Bystrzycy. Uczestniczyli w niej zawodnicy z 11 krajów i z Wolnego Miasta Gdańska. Ekipa polska nie punktowała wysoko, a jedyne zwycięstwo przypadło w udziale Izaakowi Wahrenhauptowi.

## Żydowski sport i polityka w II Rzeczypospolitej
Przez większość okresu międzywojennego sport był obszarem, w którym antysemickie postawy były stosunkowo rzadkie. Zaczęło się to zmieniać po śmierci Józefa Piłsudskiego w 1935 roku. Wprawdzie nowa konstytucja nadal zapewniała pełną wolność i równość wszystkim obywatelom, a sanacyjna większość w sejmie odrzucała próby wprowadzania jawnie antysemickich ustaw (wyjątkiem była ustawa o uboju rytualnym), jednak klimat życia społecznego wyraźnie się zmieniał. Radykalne organizacje organizowały bojówki, dochodziło do zamieszek. Na wyższych uczelniach niektórzy rektorzy pod naciskiem radykalnych organizacji nacjonalistycznych godzili się na wprowadzanie gett ławkowych, ograniczano także nabór żydowskich studentów.
Zmieniająca się sytuacja w kraju wpłynęła także na życie sportowe. W 1937 roku nie wydano zgody na wyjazd trzystu członkom Jutrzenki, którzy chcieli wyjechać na zawody do Antwerpii. Mnożyły się głosy wzywające do wprowadzenia „aryjskich paragrafów” w poszczególnych związkach sportowych. Postulaty te zdecydowanie odrzucała najwyższa władza sportowa w Polsce, czyli Związek Polskich Związków Sportowych. W przyjętej w lutym 1938 roku uchwale znalazł się zapis: „Zarząd ZPZS poleca niezwłoczne unieważnienie (…) wszelkich uchwał wykluczających organizacje mniejszościowe”. Związek apelował także do podległych sobie organizacji sportowych, aby „nie eliminować z życia organizacyjnego prawdziwie wartościowych i wypróbowanych jednostek pochodzenia niepolskiego”.
Pomimo jednoznacznego stanowiska władz, nie ustawano w próbach wprowadzenia ograniczeń. Podczas obraz PZPN w 1938 roku za wprowadzeniem wykluczających przepisów wnioskowała Warta Poznań, przy wsparciu Wisły Kraków i AKS Chorzów. Tej postawie sprzeciwiała się Cracovia, Pogoń Lwów i ŁKS. Idea wprowadzenia ograniczeń w końcu upadła.
Za swą postawę Cracovia zaczęła napotykać trudności. W 1937 roku drużyna zdobyła mistrzostwo Polski, lecz następnym roku sędziowie sprawili, że Cracovia zaczęła seryjnie przegrywać z czystymi rasowo klubami: 1:7 z Wartą Poznań, 1:5 z AKS Chorzów. Do największego skandalu doszło podczas meczu z Polonią, który Cracovia wygrała 3:2. Sędzia złożył oświadczenie, że sędziował źle, ponieważ był niedysponowany i PZPN, w którym przewagę mieli narodowo nastawieni działacze, nakazał powtórzenie meczu. Za drugim razem Cracovia przegrała. Finalnie klub skończył rozgrywki na ósmym miejscu w tabeli.

## II wojna światowa i okres powojenny
II wojnę światową przeżyło niewielu żydowskich sportowców. Ocaleli ci, którzy znaleźli się za granicą, np. w Izraelu Helena Bersohn, czy piłkarz Cracovii Ludwik Gintel, we Francji Henryk Mückenbrunn, a w łagrach Józef Lustgarten. Wojnę przeżył także służący w policji żydowskiej Szapsel Rotholc.
Po wojnie nie udało się odbudować żydowskiego sportu. Choć w latach 1946–1950 wznowiono działalność klubów Gwiazda, Morgensztern, Hapoel i Makabi, jednak zamknięto je wraz z likwidacją żydowskich partii politycznych. W barwach Polski odnosili sukcesy sportowcy o żydowskich korzeniach, jak np. Irena Kirszensztajn–Szewińska.
W 2014 roku wznowił działalność klub sportowy Makabi Warszawa. Trzy lata później polska reprezentacja wzięła udział w Igrzyskach Machabejskich w Jerozolimie, gdzie dwukrotnie zdobyła złoto i sięgnęła po jeden brąz.